# كلوستريديوم ثنائي الأبواغ
كلوستريديوم دايسبوريكام أو كلوستريديوم ثنائي الأبواغ هي بكتيريا موجبة غرام عصوية الشكل لاهوائية تتبع جنس كلوستريديوم عزلت من المعي الأعور لقارض في إنجلترا.

## قراءة إضافية
- Balows, Albert; Trüper, Hans G.; Dworkin, Martin; Harder, Wim; Schleifer, Karl-Heinz (2013). The Prokaryotes: A Handbook on the Biology of Bacteria: Ecophysiology, Isolation, Identification, Applications (بالإنجليزية). Springer Science & Business Media. ISBN:9781475721911.